# Pocari Sweat
Pocari Sweat (яп. ポカリスエット покари суэтто, букв. «Пот Покари») — популярный в Японии, КНР и Гонконге безалкогольный негазированный напиток, торговая марка компании Otsuka Pharmaceutical, созданная в 1980 году. Имеет мягкий вкус с небольшим грейпфрутовым привкусом. Рекламируется как «питательный ионизированный напиток». В число ингредиентов Pocari Sweat входят вода, сахар, лимонная кислота, цитрат натрия, хлорид натрия, хлорид калия, лактат кальция, карбонат магния и вкусовые добавки. Продается в алюминиевых банках, пластиковых бутылках и в виде порошка для смешивания с водой.

## Название
Буквальный перевод англ. Pocari Sweat — «Пот Покари» — имеет юмористический оттенок для носителей английского языка. Однако оно изначально было выбрано производителями для маркетинга продукта в Японии, где рядовые покупатели обычно не переводят названия, написанные на английском языке. Предполагается, что при употреблении напитка восстанавливаются питательные вещества и электролиты, которые человек теряет при потоотделении. Первая часть названия, «Покари», не имеет никакого смысла; слово было выбрано из-за «яркого звучания».